# Learjet 35
Learjet 35 (LJ35) — реактивный административный самолёт производства компании Learjet бизнес-класса (версии Learjet 35 и Learjet 36) и военно-транспортный самолёт ВВС США С-21А.

## Разработка. Конструкция самолёта
Самолёт оснащён двумя турбовентиляторными двигателями Garrett TFE731. Кабина самолёта может вмещать 6-8 пассажиров. В версии Learjet 36 самолёт имеет сокращённый пассажирский салон для размещения в хвостовой части фюзеляжа дополнительных топливных баков.
Двигатели установлены в гондолах по бокам хвостовой части фюзеляжа. Крылья комплектуются одно-щелевыми закрылками. Крыльевые топливные баки размещены в законцовках крыла, что отличает дизайн самолёта от других летательных аппаратов.
Самолёт разработан на базе Learjet 25BGF (где «GF» означает Garrett Fan) с установкой новых двигателей Garrett TFE731. В результате была увеличена мощность двигателей и снижен шум. Новая модель получила наименование Learjet 35. Первый полёт самолёт выполнил в мае 1971 года.

## История эксплуатации
В 1976 году американский профессиональный игрок в гольф Арнольд Палмер на самолете Learjet 36 выполнил кругосветное путешествие в 36990 км (22894 мили) за 57 часов 25 минут 42 секунды.

## Модификации

### Learjet 35
Базовая модель, оснащена двумя двигателями TFE731-2-2А, на 13 сантиметров длиннее своего предшественника, модели 25. Первый полёт опытный образец совершил 22 августа 1973 года. Сертифицирован Федеральным управлением гражданской авиации США в июле 1974 года. Он может перевозить до восьми пассажиров. Выпущено 64 экземпляра под символом 35s.
Learjet 35A
Модель 35А — модернизированная модель Learjet 35 с двигателями TFE731-2-2В и увеличением дальности до 4488 км (2789 миль). Введен в эксплуатацию в 1976 году, заменив Learjet 35. К 1993 году выпущено более 600 Learjet 35as

## Learjet 36
Модель 36 — идентична 35. Отличается большим фюзеляжным топливным баком, увеличивая дальность на 800 км (500 миль), уменьшением длины пассажирского салона на 46 см (18 дюймов). Сертифицирован в июле 1974 года.
Learjet 36A
Как и 35А получила модернизированные двигатели и более высокий максимальный взлётный вес. Сертифицирован в 1976 году, заменив версию 36.

### Военные версии

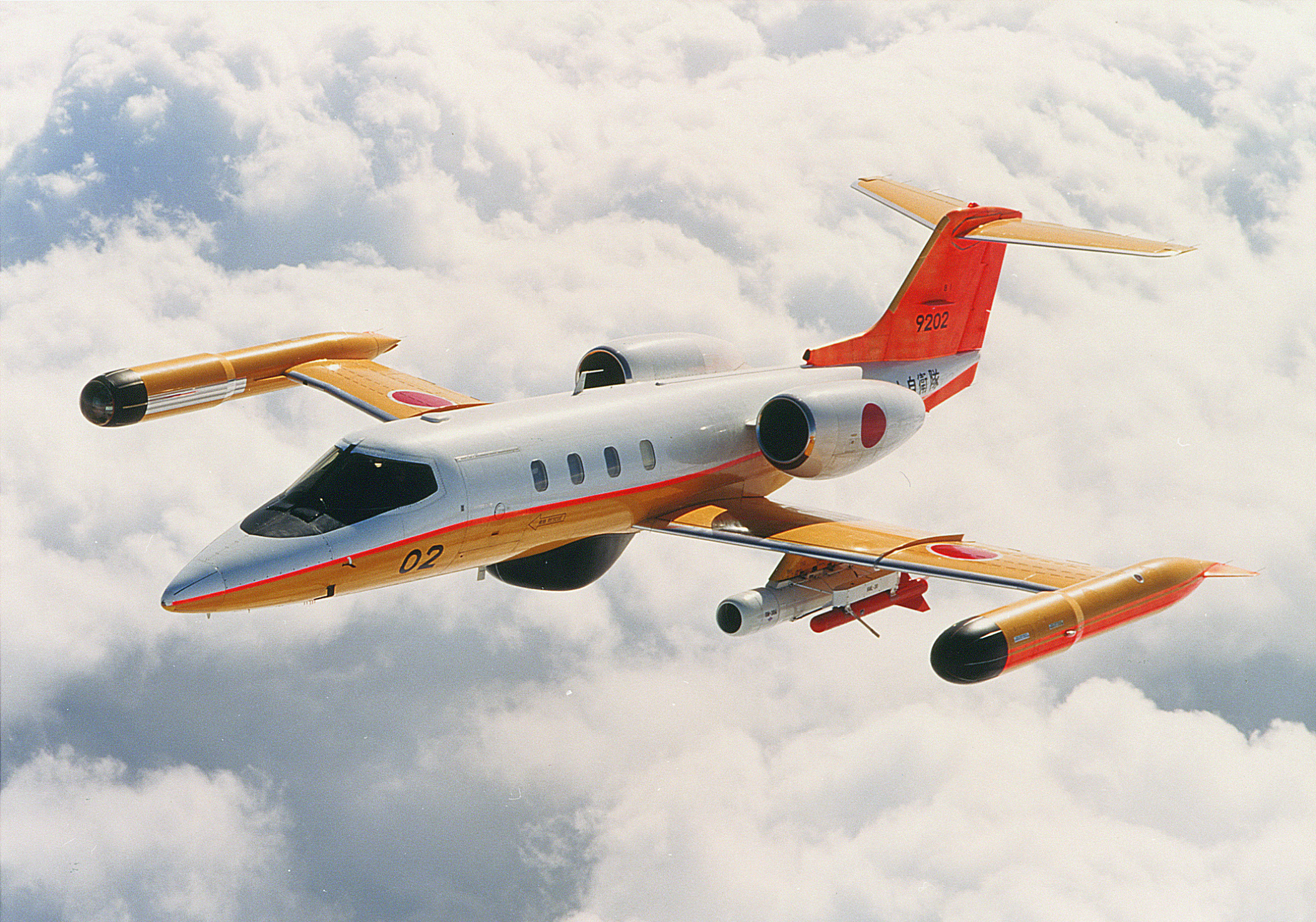
U-36A

C-21A
С-21А — военная версия learjet 35А с салоном для восьми пассажиров 1,26 м3 груза. Возможно использование в санитарных целях и для перевозки раненых и убитых. Поставки С-21А в войска началась в апреле 1984 года и завершены в октябре 1985 года.
EC-21A
Учебная версия для радиоэлектронной борьбы на базе Learjet 35A.
PC-21A
Версия для морского патрулирования и борьбы с подводными лодками на базе Learjet 35A. Оснащена поисковым радаром, тепловизором, инфракрасным сканером, телевидением высокого разрешения, подвесками под крылом для подвесных контейнеров весом до 454 кг.
RC-21A
Разведывательный вариант самолёта Learjet 35А. Оснащен камерами кругового обзора с большой дальностью просмотра, бокового обзора с синтезированной апертурой, системой видеонаблюдения.
U-36
Вариант Learjet 35А для Морских сил самообороны Японии. На этих самолётах летает пилотажная группа.
R-21A
Разведывательный вариант самолёта Learjet 35А. Оснащен камерами кругового обзора с большой дальностью просмотра, системой видеонаблюдения.
U-21A
Грузопассажирский учебно-тренировочный вариант самолёта Learjet 36а, первоначально известный как U-36A1. Оснащён тренажёром ГСН ракеты в дополнение к радиолокации, авионикой, приборами оценки учебной стрельбы, эжекторными пилонами, специальными системами связи, системой постановки помех. Четыре самолёта построены для Морских сил самообороны Японии. Модификация U-36A1 и U-36 была проведена компанией Shin Meiwa Industry co., Ltd. (SMIC) на своем заводе Tokushima.

## Эксплуатанты

### В гражданских целях
Используется более чем в 35 странах мира.

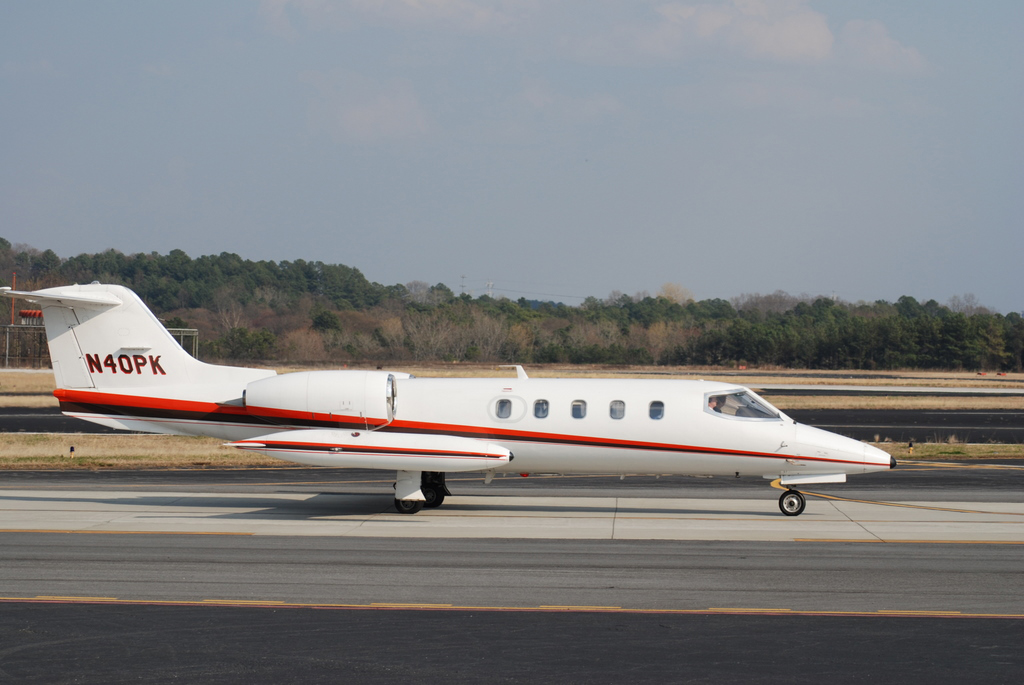
Learjet 35A

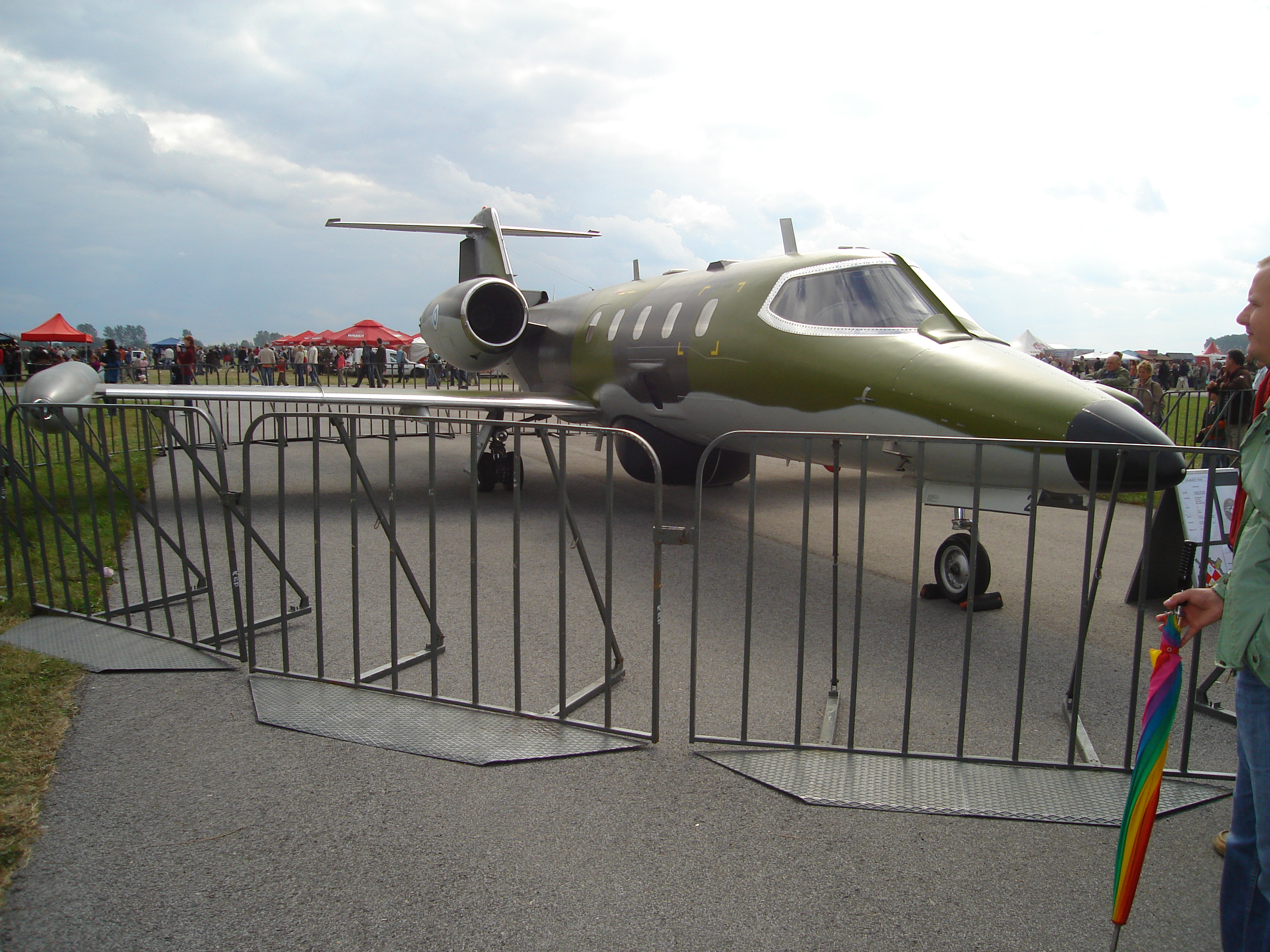
Learjet 35AS ВВС Финляндии

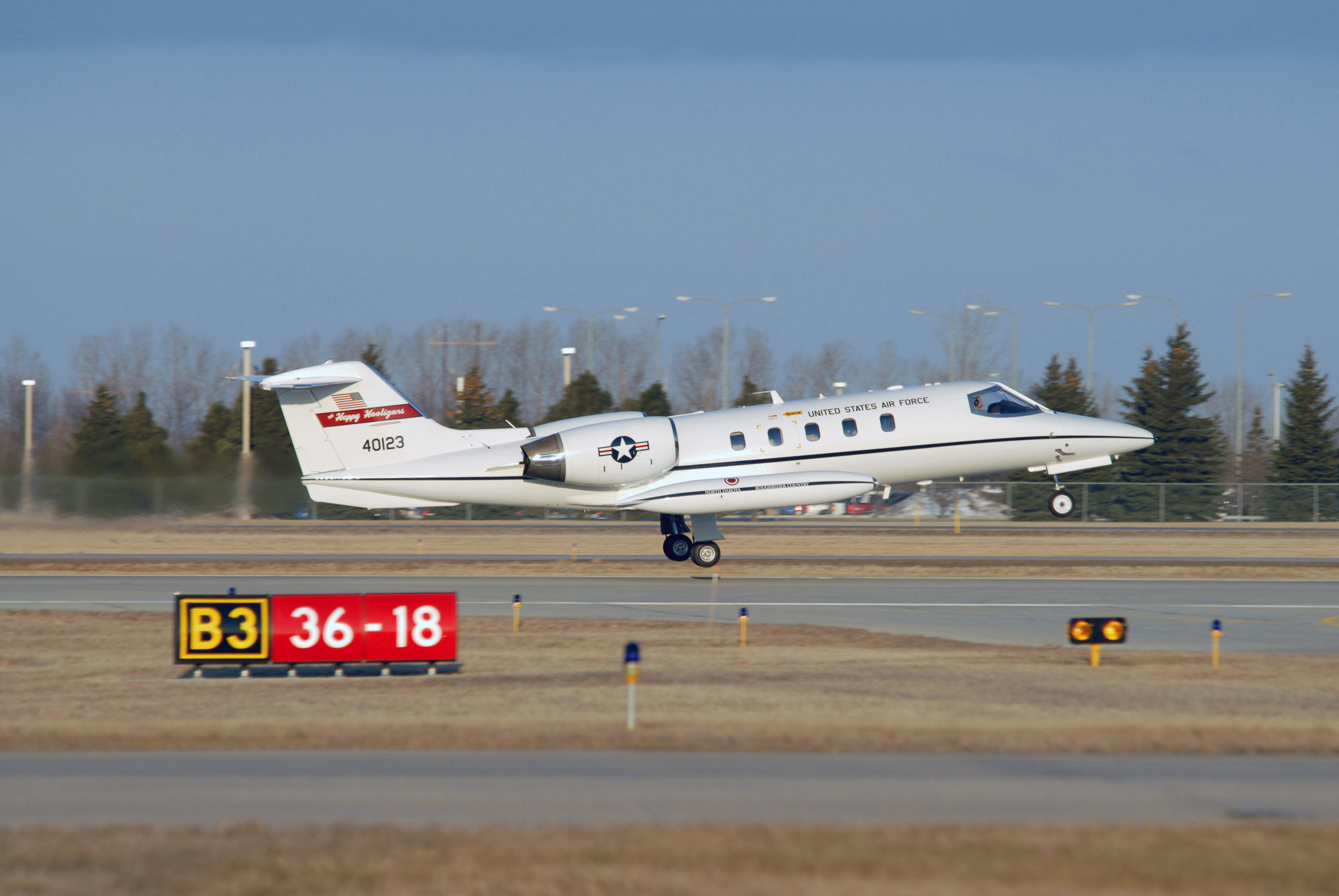
C-21A Learjet ВВС Национальной гвардии Северной Дакоты. 119-е крыло

### В военных целях
Аргентина
- Военно-воздушные силы Аргентины — Learjet 35s (на декабрь 2015 г.)[3].

 Боливия
- Военно-воздушные силы Боливии

 Бразилия
- Военно-воздушные силы Бразилии — 6 самолётов (на декабрь 2015 г.)[4]

 Чили
- Военно-воздушные силы Чили — 2 самолёта (на декабрь 2015 г.)[5]

 Финляндия
- Военно-воздушные силы Финляндии — 3 самолёта (на декабрь 2015 г.)[6]

 Япония
- Морские силы самообороны Японии — 4 самолёта Learjet 36 (на декабрь 2015 г.)[7]

 Мексика
- Военно-воздушные силы Мексики

 Намибия
- Военно-воздушные силы Намибии

 Перу
- Военно-воздушные силы Перу — один Learjet 36 (на декабрь 2015 г.)[8]

 Саудовская Аравия
- Королевские военно-воздушные силы Саудовской Аравии

- Военно-воздушные силы Швейцарии

 ОАЭ
- Военно-морские силы Объединённых Арабских Эмиратов

 США
- Военно-воздушные силы США

 Таиланд
- Королевские военно-воздушные силы Таиланда

## Аварии и катастрофы
По данным Aviation Safety Network, по состоянию на 23 апреля 2021 года, в авариях и катастрофах было потеряно 90 самолётов Learjet 35/35А и Learjet 36/36A. При этом погибли 186 человек.

## Лётно — технические характеристики (Learjet 36A)
Источник Jane's All The World's Aircraft 1980–81
Основные характеристики
- Экипаж: 2 человека (лётчик и помощник)
- Пассажиры: 6 пассажиров
- Длина: 14.83 м (48 ft 8 in)
- Размах крыла: 12.04 м (39 ft 6 in)
- Высота: 3.73 м (12 ft 3 in)
- Площадь крыла: 23.53 м2 (253.3 sq ft)
- Удлинение крыла: 5.74:1
- Масса пустого: 4,152 кг (9,154 lb)
- Максимальная взлётная масса: 8,164 кг (18,000 lb)
- Двигательная установка: 2× Garrett TFE731-2-2B ТВД, 16kN (3,500 lbf) каждый

 Лётные характеристики 
- Максимальная скорость: 872 км/ч (542 mph, 471 knots) на 25 000 футов (7600 м)
- Крейсерская скорость: 774 км/ч (481 mph, 418 knots) at 45 000 футов (14 000 м)
- Скорость сваливания: 178 км/ч (111 mph, 96 knots) (с шасси и закрылками)
- Практическая дальность: 5295 км (3,290 mi, 2,874 nmi) (4 пассажира)
- Практический потолок: 13700 м (45,000 ft)
- Скороподъёмность: 6.7 м/с (4,525 ft/min)
- Разбег (до 30 ft (9 м): 4784 фута (1458 м)
- Длина пробега: 2884 фута (879 м)